# Cmentarz żydowski w Miłocicach
Cmentarz żydowski w Miłocicach zwany też starym cmentarzem żydowskim w Bierutowie dla odróżnienia od nowego kirkutu w Bierutowie – powstał w 1740 roku jako miejsce pochówku Żydów z pobliskiego Bierutowa oraz początkowo z Oleśnicy. Cmentarz ma powierzchnię 0,2 ha. Najstarsza z macew pochodzi z 1756 roku. W 1847 Emmanuel Pringsheim ufundował na cmentarzu dom przedpogrzebowy. Około 1900 roku cmentarz został zamknięty. Podczas II wojny światowej został zdewastowany przez hitlerowców. W 1990 roku wpisano go do rejestru zabytków. Kirkut znajduje się w lesie, z dala od głównej części miejscowości.